# Мемориальный музей М. Т. Калашникова
Мемориальный музей М. Т. Калашникова — мемориальный выставочный комплекс и музей в статусе филиала Алтайского государственного краеведческого музея. Посвящён памяти выдающегося советского инженера-оружейника Михаила Калашникова. Располагается на родине знаменитого конструктора, в селе Курья, Алтайского края, в здании народной школы, где в двадцатые годы XX века будущий оружейник получил начальное образование.

## Музей
Здание музея представляет собой памятник деревянного зодчества и имеет несомненную историко-культурную ценность. Экспозиция музея включает более чем две с половиной тысячи экспонатов в семи основных разделах:
- Из истории создания музея
- Алтайский парень
- Семья
- Арсенал
- Человек-автомат
- Человек-легенда
- Конструкторское бюро XXI века

Представлены фотоматериалы, печатные и периодические издания, отражающие этапы деятельности конструктора и его семьи, личная переписка, любимые книги, форменная и гражданская одежда, 15 образцов стрелкового оружия, разработанного Михаилом Калашниковым, прицелы, штык-ножи и т. п.
Предполагается, что музей станет основой мемориального комплекса, в который помимо музея войдут:
- Дворец культуры,
- бронзовый бюст конструктора (установленный рядом со школой более 30 лет назад)
- Знаменский храм напротив музея, в котором крестили будущего оружейника (был построен бийскими архитекторами в период с 1889 по 1903 годы)

## История появления
Распоряжение о создании музея было подписано губернатором Алтайского края Александром Карлиным 16 ноября 2009 года; сбор экспонатов и подготовка к открытию велась в течение четырёх лет. Музей был открыт 15 ноября 2013 года. На церемонии открытия помимо гостей и родственников знаменитого оружейника присутствовал губернатор края Александр Карлин и директор Военно-исторического музея артиллерии, инженерных войск и войск связи Валерий Kрылов. В связи с ухудшением здоровья сам Михаил Калашников не смог присутствовать на открытии музея, однако передал ему в собственность автомашину ВАЗ-21311.